# Volognano
Volognano è una frazione del comune di Rignano sull'Arno, in provincia di Firenze.
L'abitato è noto grazie all'omonimo castello, intorno al quale si è sviluppato, che domina la cresta di una delle ultime colline che dal Poggio di Firenze digradano sull'Arno, a breve distanza dalla confluenza della Sieve. Gravita intorno alle vicine frazioni di Rosano e Torri, mentre il capoluogo comunale è circa a 5 km.

## Castello di Volognano
Il castello di Volognano, che a sua volta è addossato alla chiesa di San Michele a Volognano, è il fulcro dell'insediamento.